# STRX4
Socket sTRX4, также известный как Socket SP3r3 — это процессорный сокет, разработанный AMD для процессоров Ryzen Threadripper третьего поколения на базе архитектуры Zen 2. Выпущен 25 ноября 2019 года.
Socket sTRX4 — это прямой преемник сокета TR4, который использовался в процессорах Ryzen Threadripper первого и второго поколения. Он физически, но не электрически совместим как с TR4, так и с серверным процессором AMD Socket SP3.
Для Socket sTRX4 был разработан чипсет TRX40 , который предоставляет 88 линий PCIe 4.0 против 66 линий PCIe 3.0 у предшествующего чипсета X399. Также он больше не имеет встроенного интерфейса High Definition Audio.
AMD заявляли долгосрочную поддержку сокета sTRX4. Однако, AMD предоставила только одно поколение процессоров для этого сокета, после чего прекратила выпуск процессоров Ryzen Threadripper вовсе, заменив их на Ryzen Threadripper Pro под сокет sWRX8.